# Bengt Baas
Bengt Baas, tidigare Baaz, död 25 februari 1726 i Gryts församling, Södermanlands län, var en svensk ämbetsman.

## Biografi
Bengt Baas föddes var son till kyrkoherden Lars Bazius i Acklinga församling och Margareta Håkansdotter Ungia. Han var student vid Uppsala universitet och förvärvade 1691 magistergraden. Baas blev sedan hovmästare för de kungliga pagerna och 24 oktober 1701 advokatfiskal i Svea hovrätt. Han blev 27 mars 1705 assessor i Svea hovrätt och adlades 23 juni 1711 till Baas. Baas blev 18 juli 1718 lagman i Malmöhus läns lagsaga och den adliga ätten Baas introducerades 1719 i Sveriges Riddarhus som nummer 1453. Han blev 22 april 1722 åter assessor i Svea hovrätt och 1720 Hovrättsråd där. Baas avled 1726 på Ökna i Gryts socken.

### Familj
Baas gifte sig första gången med Anna Helena Heerdhielm (1683–1706), dotter till vice presidenten Henrik Heerdhielm i Svea hovrätt och Maria Grubb. De fick tillsammans flera barn som avled före 1706.
Han gifte sig andra gången 12 oktober 1712 med Sofia Maria Billingsköld (1693–1720), dotter till kammarrådet Hans Billing och friherrinnan Brita Eldstierna. De fick tillsammans barnen överstelöjtnanten Bengt Ulrik Baas (1718–1778), Laurent Baas (1719–1722) och godsägaren Gustaf Gabriel Baas (1720–1797).